# イーライ・ジュニア・クルーピ
イーライ・ジュニア・エリック・アナト・クルーピ（Eli Junior Eric Anat Kroupi, 2006年6月23日 - ）は、フランスのロリアン出身のプロサッカー選手。リーグ・ドゥのFCロリアン所属。ポジションはミッドフィールダー。

## 経歴
2013年からFCロリアンのアカデミーでプレーし、2021-22シーズンの終盤にはリザーブチームでフランス全国選手権2に出場した。
2022年7月にロリアンとプロ契約を結び、Bチームでプロデビューした。
2023年6月3日のRCストラスブール戦でロリアンのトップチームとして初出場した。同クラブではマテオ・ゲンドゥージを抜き史上最年少（16歳と345日）でのトップチームデビューとなった。
2023-24シーズン、2023年9月23日のFCナント戦で初得点を記録した。同クラブではアンドレ・アイェウを抜き、史上最年少での初得点であった。10月8日のオリンピック・リヨン戦では2得点を記録。17歳と107日での2得点は、1974年以降のリーグ・アンでは最年少記録であった。同月11日にはイギリスの大手新聞『ガーディアン』から、2006年生まれで最も有望な選手の一人に選出された。

## 代表歴
2021年9月にU-16フランス代表に選出された。U-17フランス代表では最初に出場した9試合で9得点を記録した。
2023年5月にはUEFA U-17欧州選手権のフランス代表に選出されたが、怪我のため出場はなかった。

## 個人成績
| クラブ      | シーズン | リーグ       | リーグ戦 | リーグ戦 | カップ戦 | カップ戦 | 国際大会 | 国際大会 | その他 | その他 | 合計 | 合計 |
| クラブ      | シーズン | リーグ       | 出場     | 得点     | 出場     | 得点     | 出場     | 得点     | 出場   | 得点   | 出場 | 得点 |
| ----------- | -------- | ------------ | -------- | -------- | -------- | -------- | -------- | -------- | ------ | ------ | ---- | ---- |
| FCロリアンB | 2021-22  | CFA          | 3        | 2        | -        | -        | -        | -        | -      | -      | 3    | 2    |
| FCロリアンB | 2022-23  | CFA          | 4        | 0        | -        | -        | -        | -        | -      | -      | 4    | 0    |
| FCロリアンB | 通算     | 通算         | 7        | 2        | -        | -        | -        | -        | -      | -      | 7    | 2    |
| FCロリアン  | 2022-23  | リーグ・アン | 1        | 0        | -        | -        | -        | -        | -      | -      | 1    | 0    |
| FCロリアン  | 通算     | 通算         | 1        | 0        | -        | -        | -        | -        | -      | -      | 1    | 0    |
| 総通算      | 総通算   | 総通算       | 8        | 2        | -        | -        | -        | -        | -      | -      | 8    | 2    |